# DNA (album de Little Mix)
Pour les articles homonymes, voir DNA.
Albums de Little Mix
Salute
(2013)
Singles
- Wings : sorti le 24 août 2012
- DNA : sorti le 9 novembre 2012
- Change Your Life : sorti le 15 février 2013
- How Ya Doin'? : sorti le 15 avril 2013

DNA est le premier album du groupe féminin britannique Little Mix, sorti le 19 novembre 2012, sous les labels Syco Music et Columbia Records. L'enregistrement de l'album s'est déroulé entre décembre 2011 et septembre 2012. Le groupe collabore avec plusieurs producteurs ainsi que par d'autres artistes tels que Nicola Roberts de Girls Aloud, Shaznay Lewis d'All Saints et T-Boz de TLC. Le groupe déclare s'impliquer autant que possible dans le développement de l'album.
À sa sortie, l'album est accueilli favorablement par la critique musicale. L'album est principalement un mélange de pop et de RnB contemporain, avec des influences de dance-pop, de pop rock et de hip-hop. Les paroles abordent les thèmes du chagrin d'amour, de l'autonomisation, des relations, de l'amitié et de la santé mentale. Le premier single, Wings, atteint la première place au Royaume-Uni et se retrouve également dans les classements en Australie, en Irlande, en Nouvelle-Zélande, en Slovaquie, en Tchéquie, en Hongrie, en Belgique, au Canada et aux États-Unis. Le deuxième single de l'album, DNA, atteint la troisième place au Royaume-Uni et est suivi de deux autres singles, Change Your Life et un remix de How Ya Doin' ? avec la rappeuse américaine Missy Elliott, qui atteignent tous deux le top 20 au Royaume-Uni.
Au Royaume-Uni, l'album se classe à la troisième place et se vend à plus de 234 000 exemplaires à la fin de l'année 2012. Aux États-Unis, il atteint la quatrième place du Billboard 200, devenant ainsi le premier groupe britannique depuis les Spice Girls à atteindre le top 10, et battant par la suite le record de la plus haute entrée dans les classements pour un premier album d'un groupe britannique, battant le record précédemment détenu par Danity Kane en 2006.

## Contexte
En 2011, Perrie Edwards, Jade Thirlwall, Leigh-Anne Pinnock et Jesy Nelson auditionnent individuellement et avec succès en tant que solistes pour la huitième saison de la version britannique de The X Factor devant les juges Louis Walsh, Gary Barlow, Tulisa et Kelly Rowland. Cependant, les juges décident de les réunir en un groupe de quatre filles et les envoient dans la catégorie groupe. Rebaptisé Little Mix, les filles sont encadrées par Tulisa. Elles ne se retrouvent jamais dans les deux dernières places grâce à leur popularité et au vote du public. Lors de la finale du 11 décembre 2011, elles sont décalrées vainqueur, devenant ainsi le premier groupe à remporter l'émission. Leur single de victoire est une reprise de la chanson Cannonball de Damien Rice. Le 25 janvier 2012, le groupe apparaît aux National Television Awards et interprète la chanson Don't Let Go (Love) d'En Vogue. Elles accompagnent également les juges de X Factor, Barlow et Tulisa, sur scène pour recevoir le prix du meilleur programme de talent remporté par l'émission. Lors d'une interview, les chanteuses révèlent que l'album est en cours d'écriture. Le 17 septembre, la pochette de l'album est dévoilée sur la page Facebook officielle du groupe, qui confirme également que le deuxième single de l'album, est diffusé en avant-première à la radio et est publié officiellement le 12 novembre, soit une semaine avant la sortie de l'album.

## Promotion
Little Mix interprète Wings pour la première fois lors du concert T4 on the Beach le 1er juillet 2012. Le groupe interprète Wings et DNA en direct lors de la cérémonie des BBC Radio 1 Teen Awards. Little Mix présente la chanson Change Your Life dans le cadre de l'opération Children in Need en novembre.

## Tournée
Le DNA Tour est la première tournée du groupe afin de promouvoir leur premier album. La tournée débute le 25 janvier 2013 à Rhyl, au Pays de Galles, et s'achève le 24 février 2013 à Belfast, en Irlande du Nord. Les billets sont mis en vente le 7 septembre 2012,.

## Accueil critique
À sa sortie, le disque reçoit un accueil favorable de la part des critiques musicaux. Matt Collar de AllMusic attribue à l'album trois étoiles et demie sur cinq en déclarant : « Les gagnants de 2011 de l'émission télévisée britannique The X Factor, le groupe de filles Little Mix, composé de quatre membres, livrent un mélange lisse et énergique de musique pop orientée vers la danse avec leur premier album complet, sorti en 2012... Little Mix tient sa promesse d'actualiser le son des groupes des années 90 d'En Vogue et de TLC ». Rebecca Nicholson de The Guardian commente : « Leur premier album arrive un an après l'émission et établit bien leur identité, c'est-à-dire qu'elles sont positionnées comme une sorte de Girls Aloud actualisée avec d'énormes batteries et beaucoup de références RnB du début des années 90. Quand les rythmes décalés entrent en collision avec des harmonies impeccables et des paroles agréablement farfelues, cela sonne comme de la pop telle qu'elle devrait être... », attribuant à l'album trois étoiles sur cinq.

## Liste de chansons
| DNA - Standard Edition | DNA - Standard Edition | DNA - Standard Edition | DNA - Standard Edition      | DNA - Standard Edition | DNA - Standard Edition | DNA - Standard Edition | DNA - Standard Edition | DNA - Standard Edition | DNA - Standard Edition |
| No                     | Titre                  | Auteur | Producteurs                 | Durée                  |                        |                        |                        |                        |                        |
| ---------------------- | ---------------------- | --- | --------------------------- | ---------------------- | ---------------------- | ---------------------- | ---------------------- | ---------------------- | ---------------------- |
| 1.                     | Wings                  | - Thomas Barnes - Peter Kelleher - Ben Kohn - Iain James - Perrie Edwards - Jesy Nelson - Leigh-Anne Pinnock - Jade Thirlwall - Erika Nuri - Michelle Lewis - Mischke Butler - Heidi Rojas | TMS                         | 3:40                   |                        |                        |                        |                        |                        |
| 2.                     | DNA                    | - Barnes - Kelleher - Kohn - James - Edwards - Nelson - Pinnock - Thirlwall | TMS                         | 3:56                   |                        |                        |                        |                        |                        |
| 3.                     | Change Your Life       | - Richard "Biff" Stannard - Tim Powell - Ash Howes - Edwards - Nelson - Pinnock - Thirlwall                                                                                                | - Stannard - Powell - Howes | 3:22                   |                        |                        |                        |                        |                        |
| 4.                     | Always Be Together     | - Ester Dean - Dapo Torimiro | - Dean - DAPO               | 4:27                   |                        |                        |                        |                        |                        |
| 5.                     | Stereo Soldier         | - James - Barnes - Kelleher - Kohn | TMS                         | 3:22                   |                        |                        |                        |                        |                        |
| 6.                     | Pretend It's OK        | - Brian Higgins - Luke Fitton - Miranda Cooper - Edwards - Nelson - Pinnock - Thirlwall | - Higgins - Xenomania       | 3:45                   |                        |                        |                        |                        |                        |
| 7.                     | Turn Your Face         | - Steve Mac - Priscilla Renea | Mac                         | 3:41                   |                        |                        |                        |                        |                        |
| 8.                     | We Are Who We Are      | - Mac - Wayne Hector - Ina Wroldsen | Mac                         | 3:04                   |                        |                        |                        |                        |                        |
| 9.                     | How Ya Doin'?          | - Darren Lewis - Iylola Babalola - Edwards - Nelson - Pinnock - Thirlwall - James Carter - Shaznay Lewis - Glenn Skinner - Curiosity Killed the Cat                                        | Future Cut                  | 3:13                   |                        |                        |                        |                        |                        |
| 10.                    | Red Planet (ft. T-Boz) | - Jon Levine - Autumn Rowe - Tionne "T-Boz" Watkins | Levine                      | 3:46                   |                        |                        |                        |                        |                        |
| 11.                    | Going Nowhere          | - Fred Ball - James - Nicola Roberts - Edwards - Nelson - Pinnock - Thirlwall | Ball                        | 3:45                   |                        |                        |                        |                        |                        |
| 12.                    | Madhouse               | - James - I See Monstas - Edwards - Nelson - Pinnock - Thirlwall | Pegasus                     | 3:49                   |                        |                        |                        |                        |                        |
| 43:50                  |                        | |                             |                        |                        |                        |                        |                        |                        |

| DNA - The Deluxe Edition | DNA - The Deluxe Edition          | DNA - The Deluxe Edition                                                                   | DNA - The Deluxe Edition | DNA - The Deluxe Edition | DNA - The Deluxe Edition | DNA - The Deluxe Edition | DNA - The Deluxe Edition | DNA - The Deluxe Edition | DNA - The Deluxe Edition |
| No                       | Titre                             | Auteur                                                                                     | Producteurs              | Durée                    |                          |                          |                          |                          |                          |
| ------------------------ | --------------------------------- | ------------------------------------------------------------------------------------------ | ------------------------ | ------------------------ | ------------------------ | ------------------------ | ------------------------ | ------------------------ | ------------------------ |
| 13.                      | Love Drunk                        | - Paul Meehan - Tim Woodcock - Alessandro Benassi - Pinnock                                | - Meehan - Matt Furmidge | 3:35                     |                          |                          |                          |                          |                          |
| 14.                      | Make You Believe                  | - Barnes - Kelleher - Kohn - James - Philippe Marc Anquetill                               | TMS                      | 3:41                     |                          |                          |                          |                          |                          |
| 15.                      | Case Closed                       | - Robbie Lamond - Cathy Dennis - Lewis - Babalola - Edwards - Nelson - Pinnock - Thirlwall | - Future Cut - Lamond    | 3:12                     |                          |                          |                          |                          |                          |
| 16.                      | DNA (Unplugged)                   | - Barnes - Kelleher - Kohn - James - Edwards - Nelson - Pinnock - Thirlwall                |                          | 4:15                     |                          |                          |                          |                          |                          |
| 17.                      | How Ya Doin'? (ft. Missy Elliott) | - Lewis - Babalola - Little Mix - Missy Elliott                                            | Future Cut               | 3:33                     |                          |                          |                          |                          |                          |
| 58:33                    |                                   |                                                                                            |                          |                          |                          |                          |                          |                          |                          |

## Personnel
Selon le site AllMusic.
- Philippe Marc Anquetil – mixage, ingénieur vocal, producteur vocal
- Dan Aslet – ingénieur vocal
- Daniel Aslet – ingénieur vocal
- Iyiola Babalola –  batterie
- Fred Ball –  claviers, percussion, producteur
- Thomas Barnes –  batterie
- Simon Clarke – arrangeur, saxophone alto, saxophone baritone
- Ben Collier – ingénieur vocal
- Miranda Cooper –  programmation
- Tom Coyne – mastering
- DAPO – mixage
- Ester Dean –  producteur, producteur vocal
- Perrie Edwards – voix
- Ben Epstein – basse, guitares, producteur
- Brett Farkas – guitares
- Luke Fitton –  guitares, programmation
- Future Cut – ingénieur, producteur
- Paul Gendler – guitares
- Serban Ghenea – mixage
- Matt Gray – programmation
- Michael Hamilton – basse
- John Hanes – ingénieur
- Wayne Hector – compositeur
- Brian Higgins –  producteur, programmation
- Ash Howes –  producteur
- Iain James –  arrangeur vocal, producteur vocal, chœur
- Josh Jenkin – programmation
- Peter Kelleher –  claviers, Synthétiseur
- The Kick Horns – brass band
- Ben Kohn –  guitare, claviers
- Tyson Kuteyi – ingénieur
- Chris Laws – batterie, mixage
- Jon Levine –  ingénieur, piano, producteur
- Darren Lewis –  guitares, instrumentation, claviers
- Dave Liddell – trombone
- Steve Mac –  claviers, arrangement piano, producteur, arrangements de cordes, Synthétiseur
- MNEK – programmation
- Rocky Morris –  batterie, claviers, programmation
- Jesy Nelson – voix
- Pegasus – producteur
- Leigh-Anne Pinnock – voix
- Tim Powell –  producteur
- Dann Pursey – ingénieur
- Ryan Quigley – trumpet
- Jacob Quistgaard – guitares
- Carmen Reece – arrangeur vocal, background voix
- James F. Reynolds – mixage, producteur vocal
- Daniel Rivera – assistant ingénieur
- Andy Robinson – programmation
- Tim Sanders – arrangeur, saxophone tenor
- Rufio Sandilands –  batterie, claviers, programmation
- Toby Scott – ingénieur, programmation
- Phil Seaford – assistant ingénieur
- Richard "Biff" Stannard –  producteur
- Shea Stedford – assistant ingénieur
- T-boz –  featuring
- Phil Tan – mixage
- Ben Taylor – ingénieur, programmation
- Jade Thirlwall – voix
- TMS – arrangeur, producteur
- Dapo Torimiro –  ingénieur, instrumentation, producteur
- Jeremy Wheatley – mixage
- Darren Wiles – trompette
- Xenomania – producteur

## Classements
| Chart (2012–13)                    | Peak position |
| ---------------------------------- | ------------- |
| Australie (ARIA)                   | 10            |
| Belgique (Flandre Ultratop)        | 48            |
| Belgique (Wallonie Ultratop)       | 87            |
| Canada (Canadian Albums)           | 4             |
| Tchéquie (IFPI)                    | 2             |
| Danemark (Tracklisten)             | 13            |
| Pays-Bas (Mega Album Top 100)      | 49            |
| Finlande (Suomen virallinen lista) | 50            |
| France (SNEP)                      | 24            |
| Irlande (IRMA)                     | 3             |
| Italie (FIMI)                      | 5             |
| Japon (Oricon)                     | 20            |
| Mexique (AMPROFON)                 | 28            |
| Nouvelle-Zélande (RIANZ)           | 14            |
| Norvège (VG-lista)                 | 5             |
| Portugal (AFP)                     | 30            |
| Écosse (OCC)                       | 5             |
| Espagne (Promusicae)               | 17            |
| Suède (Sverigetopplistan)          | 8             |
| Suisse (Schweizer Hitparade)       | 86            |
| Royaume-Uni (UK Albums Chart)      | 3             |
| États-Unis (Billboard 200)         | 4             |

## Certifications
| Région                                                                                                 | Certification | Ventes/Streams |
| --- | ------------- | -------------- |
| Australie (ARIA)                                                                                       | Or            | 35 000^        |
| Irlande (IRMA)                                                                                         | Or            | 7 500x         |
| Royaume-Uni (BPI)                                                                                      | Platine       | 300 000^       |
| *Ventes selon la certification ^Mise en rayon selon la certification xNon précisé par la certification |               |                |